# Niklas Zulciak
Niklas Zulciak (* 3. Februar 1994 in Frankfurt am Main) ist ein deutsch-polnischer Fußballspieler, der beim FC Concordia Buckow/Waldsieversdorf 03 unter Vertrag steht.

## Karriere
Er begann seine Karriere beim SV Viktoria Preußen 07 Frankfurt, bis er im Jahr 2008 zum Stadtrivalen FSV wechselte. Dort spielte er mit der A-Jugend in der U-19-Bundesliga 2012/13. Insgesamt kam er 22-mal zum Einsatz, in denen er vier Tore erzielen konnte. Unter anderem beim nervenaufreibenden Derby gegen die U-19 von Eintracht Frankfurt am 28. April 2013, wo Zulciak in der 80. Minute beim Stand von 4:6 eingewechselt wurde und fünf Minuten später den Anschlusstreffer schoss. Letztendlich schaffte der FSV noch das 6:6-Unentschieden durch ein Tor in der Nachspielzeit. Doch trotz der Punkteteilung am drittletzten Spieltag fehlte dem FSV ein Punkt zum rettenden Ufer, auf welchem damals die Eintracht stand und stieg nach dem Aufstieg sofort wieder ab.
Zur Saison 2013/14 wechselte Zulciak in die polnische Ekstraklasa zu Lech Posen, wo er zunächst für die zweite Mannschaft zum Einsatz kam. Sein Debüt im polnischen Oberhaus absolvierte er am 4. April 2015 beim 2:1-Auswärtssieg bei GKS Bełchatów, wo er in der 89. Minute für Dariusz Formella eingewechselt wurde. Drei Wochen später bestritt Zulciak sein zweites Ligaspiel, dieses Mal kam er gegen Śląsk Wrocław (2:0) in der Nachspielzeit für Kasper Hämäläinen ins Spiel. Am Ende der Saison wurde Lech Posen Meister, außerdem gewann man den polnischen Supercup gegen KP Legia Warschau durch einen 3:1-Sieg. In der Saison 2015/16 kam Zulciak lediglich für die Amateurmannschaft zum Einsatz.
Nach Engagements in niederklassigeren polnischen Ligen nahm der deutsche Drittligist Würzburger Kickers den Offensivspieler im Sommer 2019 für ein Jahr mit einer Option auf Verlängerung unter Vertrag.

## Titel und Erfolge
Lech Posen
- Polnischer Meister (1): 2015
- Polnischer Supercupsieger (1): 2015